# 페렌츠바로시
부다페스트 9구(헝가리어: Budapest IX. kerülete), 페렌츠바로시(헝가리어: Ferencváros)는 헝가리 부다페스트를 구성하는 23개의 구 중 하나다.